# Jogław
Jogław (bułg. Йоглав) – wieś w północnej Bułgarii, w obwodzie Łowecz, w gminie Łowecz.
Wieś położona jest wzdłuż rzeki Osym, 12 km od Łoweczu. W pobliżu wsi istnieją dwie jaskinie Kynczowa wyrszina i Iwanczowa wyrszina.
Urodził się tutaj pisarz Georgi Miszew.